# نیروهای مسلح ملی خلق الجزایر

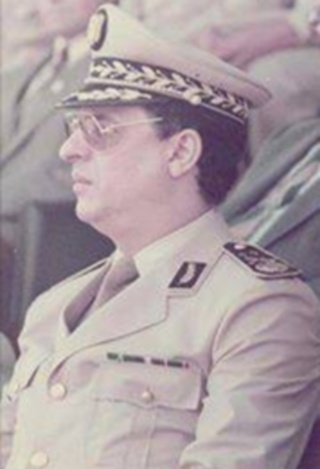
ژنرال مصطفی بلوصیف رئیس ستاد ارتش ملی خلق1984_1986

نیروهای مسلح ملی خلق الجزایر (عربی: الجيش الوطني الشعبي الجزائري) مجموعه نیروهای نظامی الجزایر است که از ارتش ملی خلق الجزایر، نیروی دریایی الجزایر، نیروی هوایی الجزایر، نیروی پدافند هوایی منطقه‌ای الجزایر و گارد جمهوری الجزایر تشکیل می‌شود.